# Sân bay Barinas

Sân bay Barinas (IATA: BNS, ICAO: SVBI) là một sân bay ở Barinas, Venezuela có hai đường băng dài 1.201 m và 1.999 m được rải nhựa đường.

## Hãng hàng không và tuyến bay
| Hãng hàng không    | Các điểm đến      |
| ------------------ | ----------------- |
| Aerolineas Estelar | Caracas           |
| Conviasa           | Caracas, Porlamar |